# سینه‌سرخ پیسه
سینه‌سرخ پیسه (نام علمی: Copsychus) نام یک سرده از تیره مگس‌گیران است.

## فهرست گونه‌ها
- سینه‌سرخ پیسه ماداگاسکار, Copsychus albospecularis
- سینه‌سرخ پیسه خاوری, Copsychus saularis
- سینه‌سرخ پیسه فیلیپینی, Copsychus mindanensis
- سینه‌سرخ پیسه کفل‌سفید, Copsychus malabaricus
- سینه‌سرخ پیسه کاکل‌سفید, Copsychus stricklandii
- سینه‌سرخ پیسه آندامان, Copsychus albiventris
- سینه‌سرخ پیسه سیشل, Copsychus sechellarum
- سینه‌سرخ پیسه ابروسفید, Copsychus luzoniensis
- سینه‌سرخ پیسه ته‌سفید, Copsychus niger
- سینه‌سرخ پیسه سیاه, Copsychus cebuensis
- سینه‌سرخ پیسه دم‌حنایی, Trichixos pyrropyga